# رايموند أ. برايس
رايموند أ. برايس هو جيولوجي وأستاذ جامعي كندي، ولد في 25 مارس 1933 في وينيبيغ في كندا.